# جک بریرلی (بازیکن فوتبال)
جک بریرلی (انگلیسی: Jack Brierley; ۱ ژانویهٔ ۱۹۰۴ – ۱ ژانویهٔ ۱۹۸۶) بازیکن فوتبال اهل بریتانیا بود.